# Gonaan
Gonaan is de meest eenvoudige verbinding uit de groep van de steranen en steroïden.  De verbinding beschikt wel over het ringsysteem dat kenmerkend is voor deze groepen verbindingen maar niet over de voor veel daarvan karakteristieke methylgroepen op de posities 10 en 13 en de substituent op positie 17 ontbreekt ook. In tegenstelling tot de steroïden, waar alle ringverknopingen een trans oriëntatie bezitten, is de ringverknoping in gonaan alleen gedefinieerd voor de B/C en de C/D koppeling, de A/B koppeling kan zowel cis als trans zijn.  Het verschil tussen beide vormen is duidelijk in onderstaande 3D-tekening van beide isomeren.  In zowel de structuurformule in de kolom rechts als hieronder zijn de waterstof-atomen die de cis of trans-vorm bepalen aangegeven, behalve het waterstof-atoom op koolstof-5.  In de cis-vorm staat dit atoom ook naar boven toe (en zou met een naar het waterstof-atoom toe dikker wordende binding worden getekend), in de trans-vorm staat het naar onder (en wordt de binding met een streepjeslijn aangegeven).
|                                        |                                      |
| 5α-gonaan: Ring A en B trans gekoppeld | 5β-gonaan: Ring A en B cis gekoppeld |

In bovenstaande tekeningen is het effect van de andere ringverknoping duidelijk: de cis-verknoping zorgt voor een knak in het molecuul, de trans-verknoping forceert de vier ringen in een vrijwel plat vlak.
Substituenten, die in de ruimte boven het vlak van de ringen voorkomen worden als β- aangeduid, liggen ze eronder dan worden ze als α- beschreven.
De A/B ringkoppeling in gonaan kan zowel cis (5β-gonaan - de waterstof-atomen bevinden zich aan dezelfde kant van de ringen: cis, én erboven: β) als trans (5α-gonaan) zijn.  In alle steroïdhormonen, bevindt het waterstof-atoom op C5 zich aan de α-kant van het molecuul en is de A/B-ringkoppeling trans. Een β-orientatie, en daarmee een cis-koppeling is typisch voor galzouten.

## Derivaten
| Aantal C | Derivaat   | Structuur | Naam als derivaat van gonaan      | Stofgroep                     |
| -------- | ---------- | --------- | --------------------------------- | ----------------------------- |
| C18      | Estraan    |           | 13β-Methyl-gonaan                 | Oestrogeen                    |
| C19      | Androstaan |           | 10β,13β-Dimethyl-gonaan           | Androgeen                     |
| C21      | Pregnaan   |           | 10β,13β-Dimethyl-17β-ethyl-gonaan | Progestageen, corticosteroïde |